# Yang Qipeng
Yang Qipeng (xinès simplificat: 杨启鹏; xinès tradicional: 楊啓鵬; en pinyin: Yángqǐ péng) nascut el 14 de maig 1987 a Tianjin, Xina, és un futbolista xinès qui actualment juga pel Tianjin Teda en la Superlliga xinesa com a porter.

## Carrera de club
Yang va començar la seva carrera professional a la superlliga xinesa al Tianjin Teda, el 2004. Es va convertir en porter titular del club el 2011. L'1 de març, va fer el seu debut professional en la primera ronda de la Lliga de Campions de la UEFA en un partit en el qual Tianjin Teda va guanyar 1–0 al Jeju United FC en l'Estadi de la Copa del Món de Jeju. El seu rendiment va ser descrit com de "classe mundial" pels mitjans de comunicació. Així i tot, va perdre la seva posició de titular, deixant-ho a Song Zhenyu, i es va veure transferit al Chengdu Blades el juliol del 2011. Va guanyar la seva posició de titular en aquest club al juliol 2012 després que el DT costa-riqueny Alexandre Guimarãés es fes càrrec del club.

## Estadística de carrera
Estadístiques fins l'1 de novembre del 2015
| Rendiment de club | Rendiment de club | Rendiment de club | Lliga       | Lliga     | Tassa       | Tassa     | Tassa de lliga | Tassa de lliga | Continental | Continental | Total       | Total     |
| Estació           | Club              | Lliga             | Aplicacions | Objectius | Aplicacions | Objectius | Aplicacions    | Objectius      | Aplicacions | Objectius   | Aplicacions | Objectius |
| Xinesa PR         | Xinesa PR         | Xinesa PR         | Lliga       | Lliga     | FA Cup      | FA Cup    | CSL Tassa      | CSL Tassa      | Àsia        | Àsia        | Total       | Total     |
| ----------------- | ----------------- | ----------------- | ----------- | --------- | ----------- | --------- | -------------- | -------------- | ----------- | ----------- | ----------- | --------- |
| 2004              | Tianjin Teda      | Superlliga xinesa | 0           | 0         | 0           | 0         | 0              | 0              | -           | -           | 0           | 0         |
| 2005              | Tianjin Teda      | Superlliga xinesa | 0           | 0         | 0           | 0         | 0              | 0              | -           | -           | 0           | 0         |
| 2006              | Tianjin Teda      | Superlliga xinesa | 0           | 0         | 0           | 0         | -              | -              | -           | -           | 0           | 0         |
| 2007              | Tianjin Teda      | Superlliga xinesa | 0           | 0         | -           | -         | -              | -              | -           | -           | 0           | 0         |
| 2008              | Tianjin Teda      | Superlliga xinesa | 0           | 0         | -           | -         | -              | -              | -           | -           | 0           | 0         |
| 2009              | Tianjin Teda      | Superlliga xinesa | 0           | 0         | -           | -         | -              | -              | 0           | 0           | 0           | 0         |
| 2010              | Tianjin Teda      | Superlliga xinesa | 0           | 0         | -           | -         | -              | -              | -           | -           | 0           | 0         |
| 2011              | Tianjin Teda      | Superlliga xinesa | 10          | 0         | 0           | 0         | -              | -              | 5           | 0           | 15          | 0         |
| 2012              | Tianjin Teda      | Superlliga xinesa | 15          | 0         | 0           | 0         | -              | -              | 2           | 0           | 17          | 0         |
| 2013              | Tianjin Teda      | Superlliga xinesa | 22          | 0         | 0           | 0         | -              | -              | -           | -           | 22          | 0         |
| 2014              | Tianjin Teda      | Superlliga xinesa | 3           | 0         | 0           | 0         | -              | -              | -           | -           | 3           | 0         |
| 2015              | Tianjin Teda      | Superlliga xinesa | 9           | 0         | 0           | 0         | -              | -              | -           | -           | 9           | 0         |
| Total             | Xinesa PR         | Xinesa PR         | 59          | 0         | 0           | 0         | 0              | 0              | 7           | 0           | 66          | 0         |

## Honors

### Club
Tianjin Teda
- Copa de la Xina de Futbol: 2011